# Viktor Bauer (Offizier)
Viktor Bauer (* 19. September 1915 in Löcknitz; † 13. Dezember 1969 in Bad Homburg vor der Höhe) war ein deutscher Offizier, zuletzt Oberst der Luftwaffe im Zweiten Weltkrieg.

## Leben
Viktor Bauer wurde am 19. September 1915 in Löcknitz/Pommern geboren und trat 1935 als Fahnenjunker in die Luftwaffe ein. Nach seiner Ausbildung wurde er zur I. Gruppe des Jagdgeschwaders 2 kommandiert und zum Leutnant befördert.
Am 15. Mai 1940 errang er als Mitglied der 2. Staffel des Jagdgeschwaders 77 über Belgien seinen ersten Luftsieg. Nach der Teilnahme an den Luftkämpfen im Westen und über England, kam er im Dezember 1940 in das Jagdgeschwader 3 Udet, wo er die 9. Staffel in der Luftschlacht um England führte. Für seine Erfolge im Luftkampf erhielt er nach seinem 34. Abschuss am 30. Juli 1941, als Oberleutnant und Staffelkapitän, das Ritterkreuz des Eisernen Kreuzes. Bei einem Luftkampf an der Ostfront am 23. August 1941 wurde er schwer verwundet und war bis Februar 1942 fluguntauglich. Unmittelbar nach seinem 102. Luftsieg wurde ihm am 26. Juli 1942 das Eichenlaub zum Ritterkreuz des Eisernen Kreuzes verliehen.
Nach weiteren Beförderungen zum Hauptmann und Major übernahm er Anfang August 1943 das Kommando der Ergänzungsgruppe Ost in Südfrankreich. Ab 1944 führte er als Oberstleutnant und zuletzt als Oberst das Ergänzungsjagdgeschwader 1. Ende März 1945 geriet er in US-amerikanische Kriegsgefangenschaft, aus der er bereits im Juli 1945 wieder entlassen wurde.
Auf ca. 400 Feindflügen errang Viktor Bauer 106 Luftsiege und zählt damit zu den erfolgreichsten Jagdfliegern im Zweiten Weltkrieg.
Er verstarb am 13. Dezember 1969 in Bad Homburg/Hessen.

## Auszeichnungen
- Wehrmacht-Dienstauszeichnung IV. Klasse
- Eisernes Kreuz (1939) II. und I. Klasse
- Frontflugspange für Jagdflieger
- Flugzeugführer- und Beobachterabzeichen
- Ehrenpokal für besondere Leistung im Luftkrieg am 22. Juni 1942
- Ritterkreuz des Eisernen Kreuzes mit Eichenlaub[1]
  - Ritterkreuz am 30. Juli 1941
  - Eichenlaub am 26. Juli 1942 (107. Verleihung)